# Joel Poiso
Anthony Joel Poiso Follentti (Montevideo, 26 giugno 2004) è un calciatore uruguaiano, difensore del Dep. Maldonado.

## Carriera
Poiso è cresciuto nel settore giovanile del Liverpool (M), con cui ha debuttato in prima squadra il 6 dicembre 2021 nell'incontro di Primera División perso 2-1 contro il Cerrito. Poche settimane dopo ha firmato il suo primo contratto professionistico con il club nerazzurro.
Il 28 febbraio 2023 è stato ceduto in prestito al Progreso in seconda divisione. Il 6 aprile 2024 ha segnato il suo primo gol ufficiale firmando al 95' il gol dell'1-1 contro il Danubio.

## Statistiche

### Presenze e reti nei club
Statistiche aggiornate al 30 aprile 2024.
| Stagione        | Squadra         | Campionato      | Campionato | Campionato | Coppe nazionali | Coppe nazionali | Coppe nazionali | Coppe continentali | Coppe continentali | Coppe continentali | Altre coppe | Altre coppe | Altre coppe | Totale | Totale | Totale |
| Stagione        | Squadra         | Comp            | Pres       | Reti       | Comp            | Pres            | Reti            | Comp               | Pres               | Reti               | Comp        | Pres        | Reti        | Pres   | Reti   |        |
| --------------- | --------------- | --------------- | ---------- | ---------- | --------------- | --------------- | --------------- | ------------------ | ------------------ | ------------------ | ----------- | ----------- | ----------- | ------ | ------ | ------ |
| 2021            | Liverpool (M)   | PD              | 2          | 0          |                 | -               | -               | CL                 | 0                  | 0                  |             | -           | -           | 2      | 0      |        |
| 2022            | Liverpool (M)   | PD              | 0          | 0          | CU              | 1               | 0               | CS                 | 0                  | 0                  |             | -           | -           | 1      | 0      |        |
| 2023            | Progreso        | SD              | 21         | 0          | CU              | 2               | 0               |                    | -                  | -                  |             | -           | -           | 23     | 0      |        |
| 2024            | Progreso        | PD              | 9          | 1          | CU              | 0               | 0               |                    | -                  | -                  |             | -           | -           | 9      | 1      |        |
| Totale carriera | Totale carriera | Totale carriera | 32         | 1          |                 | 3               | 0               |                    | 0                  | 0                  |             | -           | -           | 35     | 1      |        |